# Bobbysocks

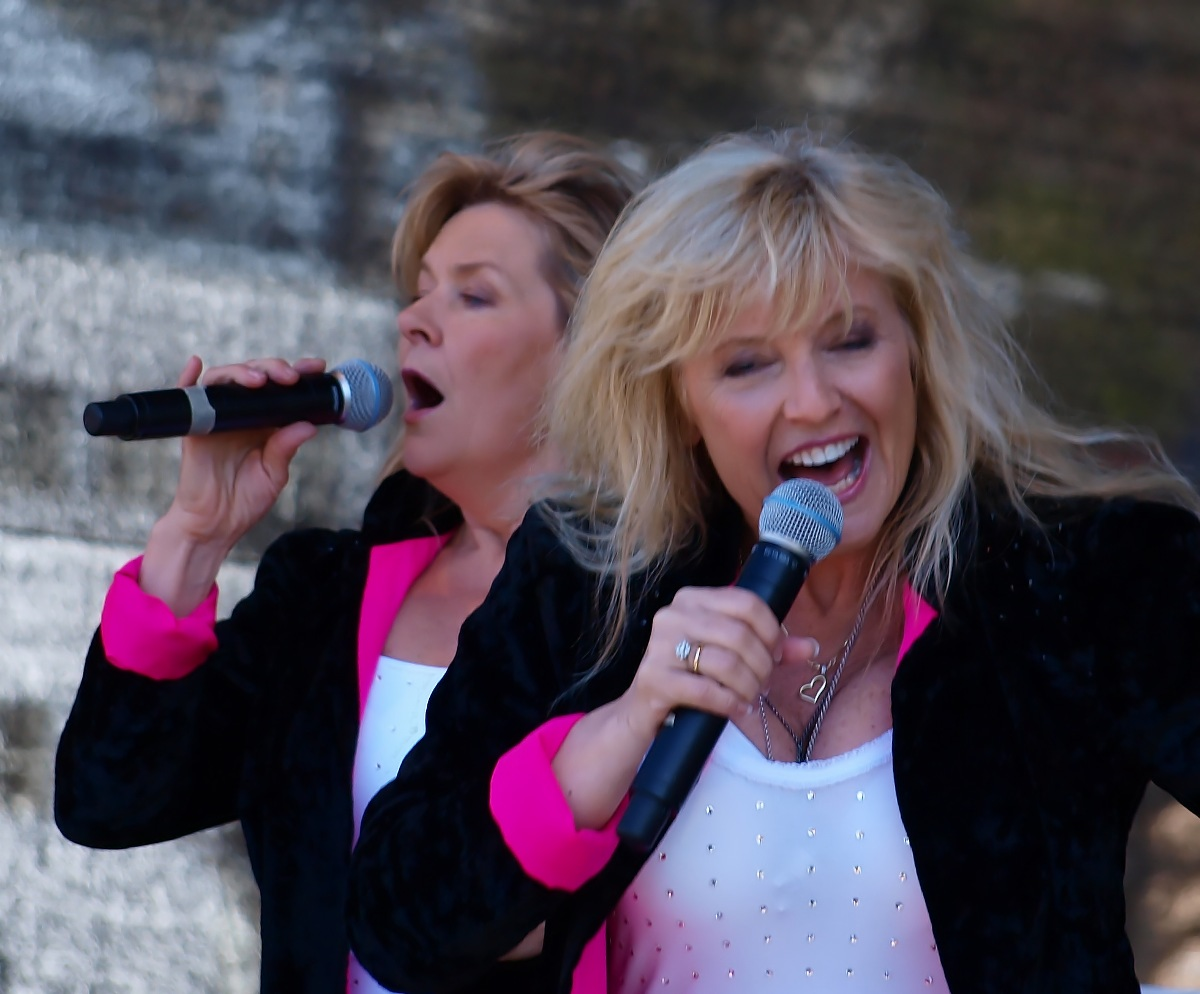
Optreden in 2010

Bobbysocks was een Noors popduo, bestaande uit de zangeressen Hanne Krogh en Elisabeth Andreassen. Het duo was voornamelijk actief en succesvol in de jaren 80. In 1985 won Bobbysocks namens Noorwegen het Eurovisiesongfestival.

## Biografie

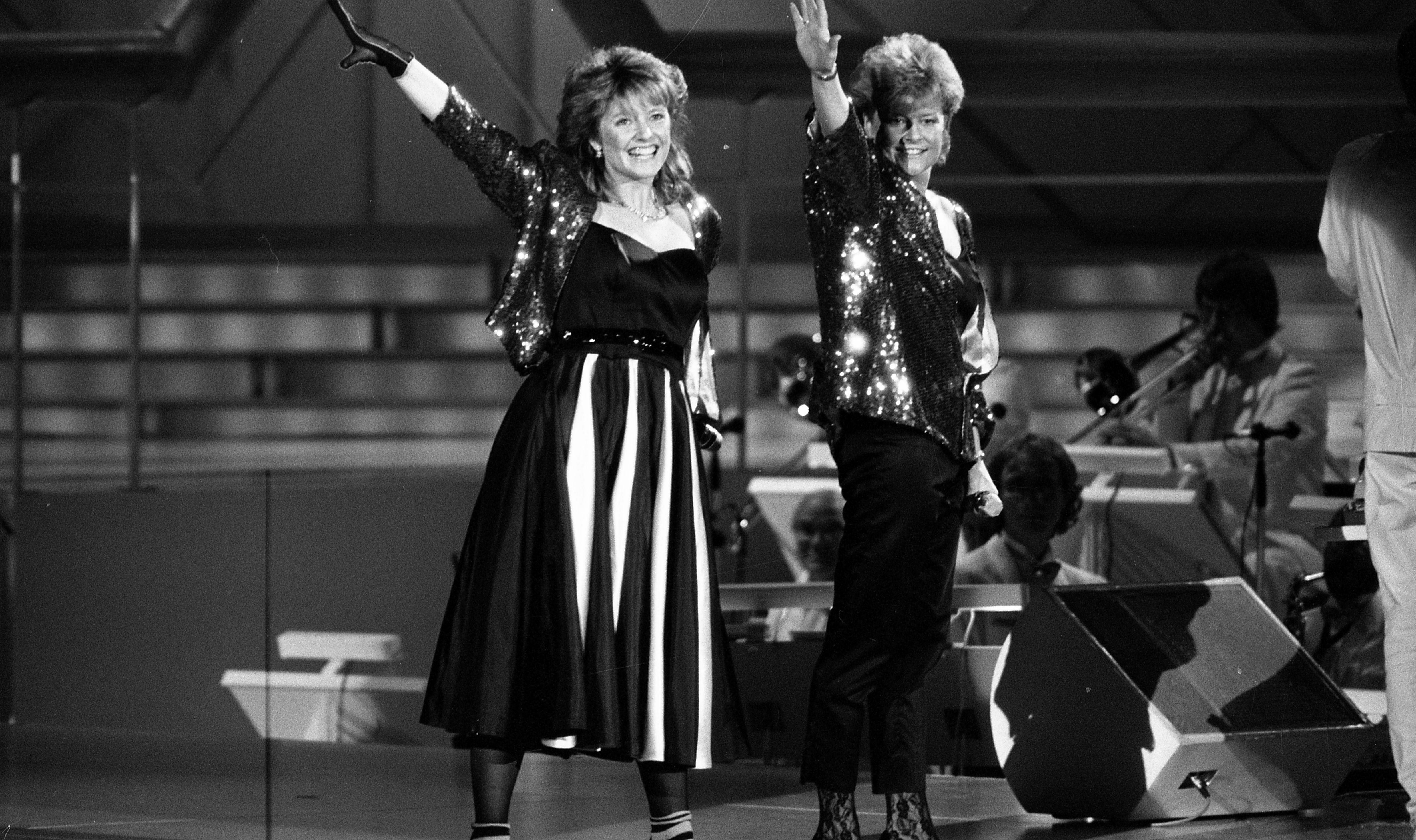
Op het Eurovisiesongfestival van 1985

Krogh en Andreassen ontmoetten elkaar voor het eerst in 1983 in België. Het verhaal gaat dat een helderziende aan Krogh verteld had dat ze groot succes zou oogsten als duo, samen met een andere Noorse artiest. Krogh dacht aan Anita Skorgan, die al verscheidene malen aan het Eurovisiesongfestival had meegedaan, maar begon te twijfelen toen ze Andreassen ontmoette. Andreassen was in Zweden geboren, maar beschikte ook over een Noors paspoort, waarmee de voorspelling van de helderziende toch kon kloppen. Samen richtten zij de groep Bobbysocks op.
De groep deed in 1985 mee aan Melodi Grand Prix, de Noorse voorronde voor het Eurovisiesongfestival. Met het lied La det swinge wisten ze de competitie te winnen, wat betekende dat ze Noorwegen mochten vertegenwoordigen op het Eurovisiesongfestival 1985, dat in buurland Zweden georganiseerd werd. Beide dames hadden al een keer aan het songfestival meegedaan: Krogh weinig succesvol op piepjonge leeftijd in 1971 en Andreassen in 1982 toen ze als lid van de groep Chips een achtste plaats in de wacht sleepte voor Zweden. Bobbysocks zorgden met hun inzending voor de allereerste Noorse overwinning op het songfestival. Naast de originele Noorstalige versie werd La det swinge ook opgenomen in een Engelstalige versie: Let it swing. Het werd een hit in verschillende Europese landen, waaronder een nummer 1-hit in Noorwegen en Vlaanderen.
Hoewel het duo niet meer samen is, treden ze van tijd tot tijd toch nog samen op. Zo waren ze onder meer te zien in de jubileumshow Congratulations, die in 2005 werd gehouden ter ere van de vijftigste verjaardag van het Eurovisiesongfestival.

## Discografie

### Singles
- 1984: I don't wanna break my heart
- 1985: Radio
- 1985: La det swinge / Let it swing
- 1985: Midnight rocks
- 1986: Waiting for the morning
- 1986: Johnny and the dancing girls
- 1987: Swing it, magister'n
- 1987: If I fall
- 1987: Don't leave me here without you

### Albums
- 1984: Bobbysocks
- 1986: Waiting for the morning
- 1987: Walkin' on air
- 2010: Let it swing - The best of Bobbysocks!

### Hitlijsten
| Single met eventuele hitnotering(en) in de Nederlandse Top 40 | Datum van verschijnen | Datum van binnenkomst | Hoogste positie | Aantal weken | Opmerkingen |
| ------------------------------------------------------------- | --------------------- | --------------------- | --------------- | ------------ | ----------- |
| Let it swing                                                  | 1985                  | 18-05-1985            | 13              | 8            | Alarmschijf |

| Single met hitnotering(en) in de Vlaamse Ultratop 50 | Datum van verschijnen | Datum van binnenkomst | Hoogste positie | Aantal weken | Opmerkingen |
| ---------------------------------------------------- | --------------------- | --------------------- | --------------- | ------------ | ----------- |
| Let it swing                                         | 1985                  | 25-05-1985            | 1 (1wk)         | 6            |             |

1960: Nora Brockstedt · 
1961: Nora Brockstedt · 
1962: Inger Jacobsen · 
1963: Anita Thallaug · 
1964: Arne Bendiksen · 
1965: Kirsti Sparboe · 
1966: Åse Kleveland · 
1967: Kirsti Sparboe · 
1968: Odd Børre · 
1969: Kirsti Sparboe · 
1971: Hanne Krogh · 
1972: Grethe Kausland & Benny Borg · 
1973: Bendik Singers · 
1974: Anne-Karine Strøm & Bendik Singers · 
1975: Ellen Nikolaysen · 
1976: Anne-Karine Strøm · 
1977: Anita Skorgan · 
1978: Jahn Teigen · 
1979: Anita Skorgan · 
1980: Sverre Kjelsberg & Mattis Hætta · 
1981: Finn Kalvik · 
1982: Jahn Teigen & Anita Skorgan · 
1983: Jahn Teigen · 
1984: Dollie de Luxe · 
1985: Bobbysocks · 
1986: Ketil Stokkan · 
1987: Kate Gulbrandsen · 
1988: Karoline Krüger · 
1989: Britt Synnøve Johansen · 
1990: Ketil Stokkan · 
1991: Just 4 Fun · 
1992: Merethe Trøan · 
1993: Silje Vige · 
1994: Elisabeth Andreassen & Jan Werner Danielsen · 
1995: Secret Garden · 
1996: Elisabeth Andreassen · 
1997: Tor Endresen · 
1998: Lars Fredriksen · 
1999: Stig Van Eijk · 
2000: Charmed · 
2001: Haldor Lægreid · 
2003: Jostein Hasselgård · 
2004: Knut Anders Sørum · 
2005: Wig Wam · 
2006: Christine Guldbrandsen · 
2007: Guri Schanke · 
2008: Maria Haukaas Storeng · 
2009: Alexander Rybak · 
2010: Didrik Solli-Tangen · 
2011: Stella Mwangi · 
2012: Tooji · 
2013: Margaret Berger · 
2014: Carl Espen · 
2015: Mørland & Debrah Scarlett · 
2016: Agnete · 
2017: JOWST feat. Aleksander Walmann · 
2018: Alexander Rybak · 
2019: KEiiNO · 
2021: Tix · 
2022: Subwoolfer · 
2023: Alessandra · 
2024: Gåte ·
2025: Kyle Alessandro
1956: Lys Assia · 
1957: Corry Brokken · 
1958: André Claveau · 
1959: Teddy Scholten · 
1960: Jacqueline Boyer · 
1961: Jean-Claude Pascal · 
1962: Isabelle Aubret · 
1963: Grethe & Jørgen Ingmann · 
1964: Gigliola Cinquetti · 
1965: France Gall · 
1966: Udo Jürgens · 
1967: Sandie Shaw · 
1968: Massiel · 
1969: Frida Boccara, Lenny Kuhr, Salomé, Lulu · 
1970: Dana · 
1971: Séverine · 
1972: Vicky Leandros · 
1973: Anne-Marie David · 
1974: ABBA · 
1975: Teach-In · 
1976: Brotherhood of Man · 
1977: Marie Myriam · 
1978: Izhar Cohen & The Alphabeta · 
1979: Gali Atari & Milk & Honey · 
1980: Johnny Logan · 
1981: Bucks Fizz · 
1982: Nicole · 
1983: Corinne Hermès · 
1984: Herreys · 
1985: Bobbysocks · 
1986: Sandra Kim · 
1987: Johnny Logan · 
1988: Céline Dion · 
1989: Riva · 
1990: Toto Cutugno · 
1991: Carola Häggkvist · 
1992: Linda Martin · 
1993: Niamh Kavanagh · 
1994: Paul Harrington & Charlie McGettigan · 
1995: Secret Garden · 
1996: Eimear Quinn · 
1997: Katrina & the Waves · 
1998: Dana International · 
1999: Charlotte Nilsson · 
2000: Olsen Brothers · 
2001: Tanel Padar, Dave Benton & 2XL · 
2002: Marie N · 
2003: Sertab Erener · 
2004: Ruslana · 
2005: Elena Paparizou · 
2006: Lordi · 
2007: Marija Šerifović · 
2008: Dima Bilan · 
2009: Alexander Rybak · 
2010: Lena Meyer-Landrut · 
2011: Ell & Nikki · 
2012: Loreen · 
2013: Emmelie de Forest · 
2014: Conchita Wurst · 
2015: Måns Zelmerlöw · 
2016: Jamala · 
2017: Salvador Sobral · 
2018: Netta Barzilai ·
2019: Duncan Laurence ·
2021: Måneskin ·
2022: Kalush Orchestra ·
2023: Loreen ·
2024: Nemo